# Ouya

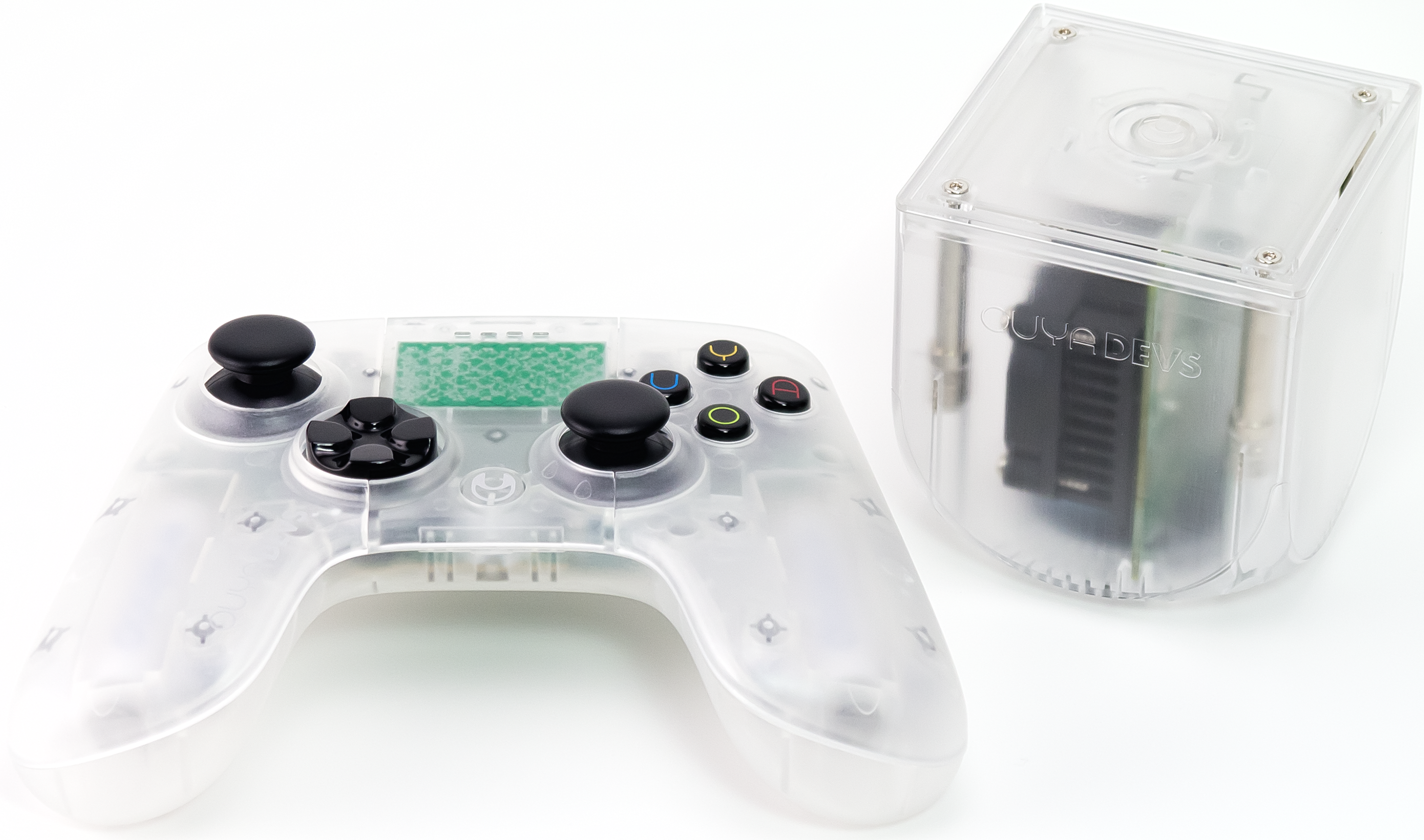
Versión de desarrollador de OUYA

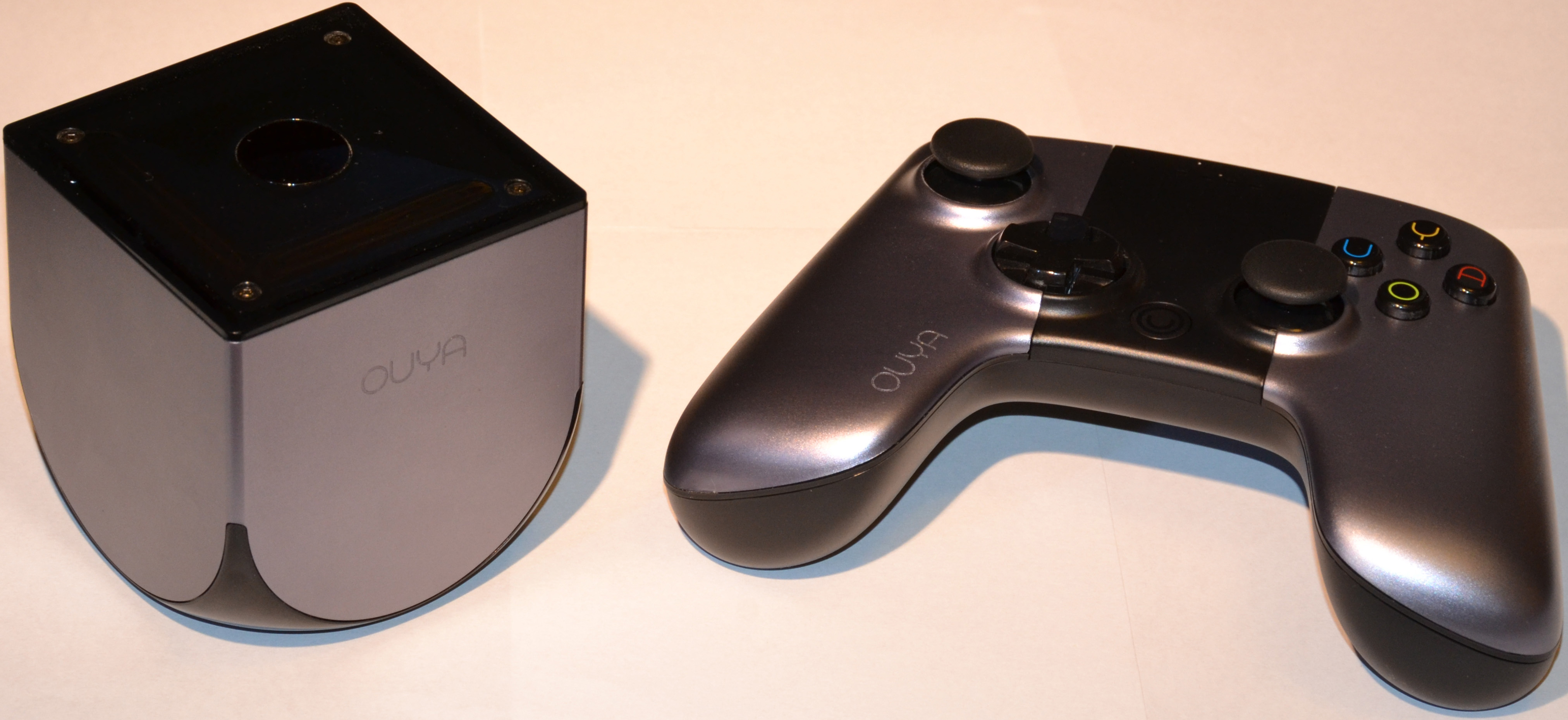
Versión de distribución de OUYA

Ouya (pronunciado UUU-yah) fue una videoconsola de código abierto que funciona con el sistema operativo Android 4.1 (Jelly Bean), pensado tanto para juegos de teléfonos móviles/tabletas y juegos de la propia consola. Julie Uhrman es la persona que fundó el proyecto, Julie trajo al diseñador Yves Behar para que trabajase en la empresa.
El desarrollo de este dispositivo fue financiado por donantes a través de Kickstarter, llegando a recaudar $8,5 millones de dólares, convirtiéndose en el tercer proyecto con más ingresos en su historia hasta la fecha. Las primeras unidades comenzaron a enviarse a los donantes el 28 de marzo de 2013. Después de algunos retrasos, la consola fue lanzada al público en general el 25 de junio de 2013, sin embargo muchos de los donantes iniciales de la campaña en Kickstarter aún no han recibido sus consolas o mandos adicionales.[cita requerida]
Todos los sistemas pueden ser utilizados como kits de desarrollo, permitiendo que cualquier propietario de Ouya pueda ser también un desarrollador, sin la necesidad de pago por derechos de licencia.
No obstante, una política de desarrollo de programas para esta plataforma es que todos los videojuegos deberán tener alguna parte completamente jugable de manera gratuita, ya sea que los títulos sean versiones de prueba, o que ofrezcan niveles gratuitos con opción de compra de actualizaciones adquiribles, niveles, u otros elementos en el juego. Ouya está compitiendo contra la GameStick, Nvidia Shield, Project Mojo y Gamepop, las cuales son microconsolas de características similares.
Ouya se anunció oficialmente el 10 de julio de 2012. La empresa pidió en Kickstarter $950 000 como meta para desarrollar la videoconsola. En sus primeras 24 horas ya habían recaudado más de $2 000 000. La financiación acabó el 9 de agosto con más de 8.500.000$ recaudados. El 28 de diciembre de 2012 la consola empezó a ser distribuida en su primera versión para desarrolladores que hubieran adquirido el paquete de desarrollo.
El 27 de julio de 2015, la compañía americana de productos tecnológicos para gamers Razer Inc. anuncia la compra de Ouya. Sin embargo, las ventas de Ouya fueron un desastre, causando problemas financieros. Como resultado, Ouya fue un fracaso comercial.
Todos sus servicios se terminaron el 25 de junio de 2019, según anunciaron en sus sitios oficiales de Ouya.tv y Razer.com.

## Características
La videoconsola costaba 99 dólares y los videojuegos tenían una parte gratuita, ya sea una demo o el juego en sí (free to play). Ouya era totalmente hackeable y cualquier usuario podrá desarrollar o modificar su propio videojuego. Algunas de las personas que donaron dinero en Kickstarter recibieron un mando con botones especiales. El tamaño era parecido al de un cubo de Rubik.

## Especificaciones
|                         | Ouya |
| ----------------------- | --- |
| Precio:                 | US$99 |
| SoC:                    | Nvidia Tegra 3 T33-P-A3 |

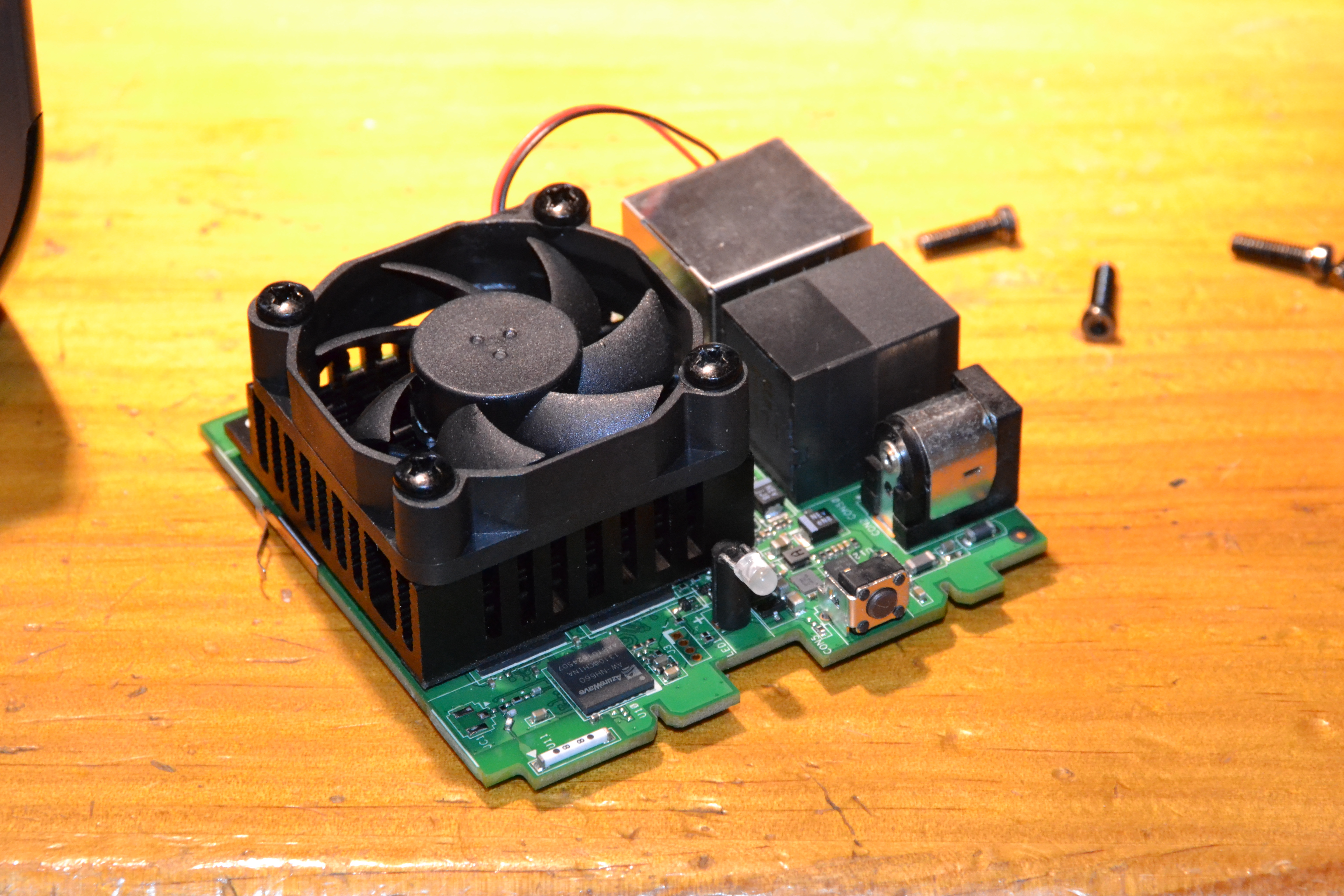
Placa de OUYA

| CPU:                    | 4 núcleos a 1,7 GHz ARM Cortex-A9 MPCore (arquitectura ARMv7-A) con extensiones NEON Advanced SIMD y unidad de coma flotante VFPv3                 |
| GPU:                    | Nvidia GeForce ULP a 520 MHz (12,48 GFLOPS) 1080p por Hardware MPEG-4 AVC/h.264 40 Mbit/s High-Profile, VC1-AP, y decodificación de video DivX 5/6 |
| RAM:                    | 1 GiB DDR3-1600 SDRAM (compartidos para CPU y GPU)                                                                                                 |
| Puertos USB:            | 1 USB 2.0, 1 microUSB |
| Salidas de Video:       | HDMI 1.4; resolución de 1080p o 720p. soporte para Stereoscopic 3D.                                                                                |
| Salidas de Audio:       | HDMI (ARC), 5.1 o 2.0 canales |
| Almacenamiento:         | Memoria flash de 8 GB eMMC |
| Conectividad:           | 10/100 Ethernet (8P8C), WiFi 802.11 b/g/n, Bluetooth LE 4.0                                                                                        |
| Consumo de energía:     | 4,5 watt, 1 watt (standby) |
| Alimentación eléctrica: | 12 volt DC via conector coaxial (OD 5,5 mm, ID 2,5 mm, positivo al centro)                                                                         |
| Tamaño:                 | 75×75×82 mm |
| Peso:                   | 300 g |
| Sistema Operativo:      | Android 4.1 (Jellybean) con un launcher personalizado de Ouya.                                                                                     |

Notas:
1. iFixit hizo un desarmado detallado paso a paso de la consola.
2. Decodificación de video por hardware soportado por XBMC experimental usando libstagefright.[18]

## Aplicaciones

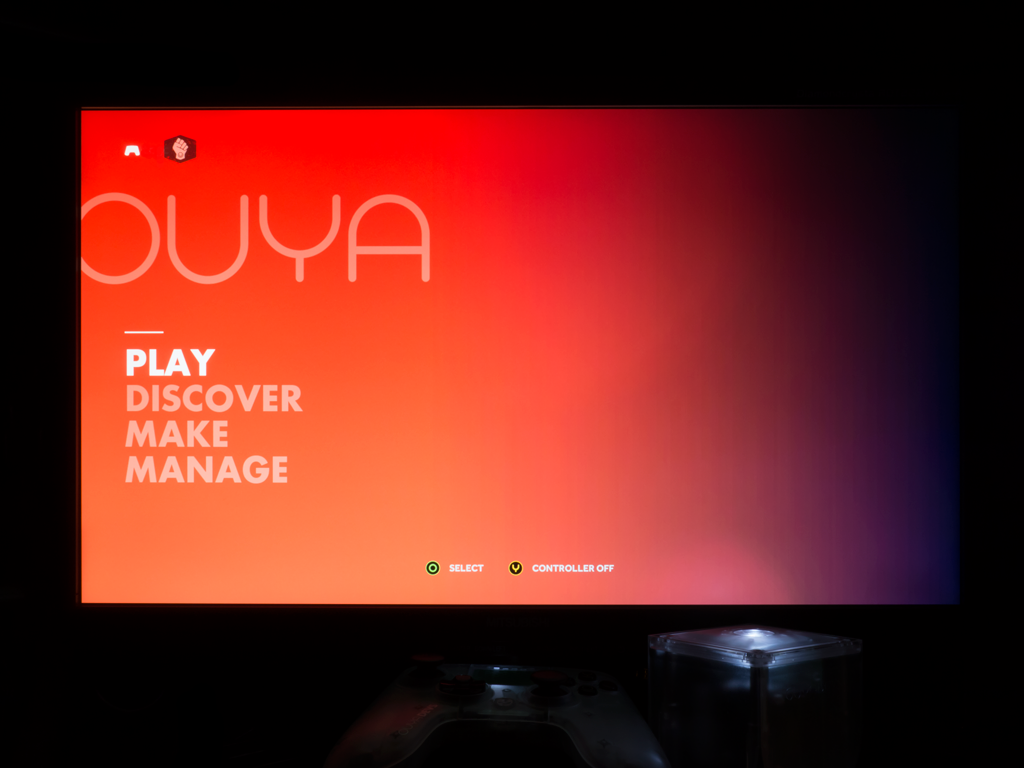
Menú principal en pantalla

XBMC Media Center (también conocido como XBox Media Center y actualmente conocido como Kodi) es un centro multimedia de entretenimiento multiplataforma bajo la licencia GNU/GPL.
PLEX es un media center que te permite tener organizada tu biblioteca de películas, series y música. Podemos reproducirlos desde cualquier otro dispositivo.
VEVO es un sitio web y plataforma de videos de música propiedad de Sony Music Entertainment, Universal Music Group, Abu Dhabi Media Company y Arthur Music Company, más la licencia de EMI para reproducir su contenido.
TuneIn es una nueva manera de escuchar al mundo por medio de la radio local y mundial desde donde estés. Si quieres música, deportes, noticias o acontecimientos de último minuto, TuneIn te ofrece más de 50.000 estaciones y 1,2 millones de programas por pedido de cuales escoger.
Onlive es un sistema de distribución de videojuegos bajo demanda alquiler (esto significa que se puede alquilar el juego durante unos días o hasta 3 años) anunciado en la GDC 09. El servicio es un equivalente en la industria de los videojuegos a la computación en nube con el juego siendo computado, renderizado y almacenado en línea. Según Engadget todo lo que se necesita es una “conexión de banda ancha de 1.5Mbps para una calidad de imagen similar a Wii, mientras que se requerirán 4-5Mbps para obtener alta resolución”.
Crunchyroll es un sitio web estadounidense y de comunidad en línea internacional centrada en la transmisión de medios de Asia Oriental como anime, manga, música, videojuegos y automovilismo. Fundado en 2006 por un grupo de estudiantes de la UC Berkeley, el canal Crunchyroll de distribución y el programa de asociación ofrecen un contenido a más de cinco millones de miembros de la comunidad en línea en todo el mundo. Crunchyroll es financiado por Venrock.

## Videojuegos
Ouya tendría juegos de Android optimizados para el sistema como juegos propios y exclusivos en su propia tienda, que cerró el 25 de junio de 2019 (Las personas que posean una unidad en la actualidad no pueden descargar ningún contenido desde su tienda oficial).
En su página de Kickstarter anunciaron que estaban trabajando con Namco Bandai para publicar juegos como Pac-Man, Galaga, Tekken y Ridge Racer, pero este acuerdo nunca llegó a materializarse.
Double Fine confirmó The Cave y Double Fine Adventure para esta videoconsola, pero finalmente solo lanzaron The Cave.
Airtight anunció un juego exclusivo para Ouya, así como The Ball y otro exclusivo de sus desarrolladores, un videojuego exclusivo de Minority Media (creadores de Papo & Yo) y ChronoBlade de nWay. Además, se confirmó que Kelle Santiago (cofundadora de Thatgamecompany, creadores de Journey, entre otros) se uniría al equipo de Ouya como interlocutora con los desarrolladores, abandonando la compañía tras su disolución y entrando en Google Play Games.

## Final
Razer, empresa que compró Ouya, cerró sus servidores en junio de 2019, lo que impedía descargar o comprar contenidos para este dispositivo.